# Mary Jane Carr
Mary Jane Carr (* 23. April 1895 in Portland, Oregon; † 4. Januar 1988 ebenda) war eine US-amerikanische Journalistin und Schriftstellerin.
Mary Jane Carr wurde in Portland geboren und besuchte in ihrem Heimatstaat Oregon auch das St. Mary’s College. Danach schlug sie eine journalistische Karriere ein, war einige Jahre Mitherausgeber der Zeitung Catholic Sentinel und wechselte später zum Oregonian. Schließlich begann sie Kinderbücher zu schreiben. Ihr erstes dieser Bücher, Children of the Covered Wagon. A story of the old Oregon trail (1934), das die Geschichte des Oregon Trail aus der Perspektive von Kindern erzählt, ist auch ihr bekanntestes geblieben. Der historische Roman kam auf die Auswahlliste der Junior Literary Guild, erlebte mehrere Auflagen und Übersetzungen in andere Sprachen und wurde schließlich 1956 von Walt Disney unter dem Titel Die Karawane der Furchtlosen (Westward Ho the Wagons!) verfilmt. Von ihren weiteren Büchern stand Young Mac of Fort Vancouver (1940) ebenfalls auf der Auswahlliste der Junior Literary Guild; 1941 erhielt sie eine Newbery Honor für den Roman.
Ihr Gedicht „Pirate Wind“ von 1941 (in Top of the Morning) erlangt seit 1974 Bekanntheit durch die US-amerikanische Football-Sportszene da es in von Steve Sabol abgewandelter Form als „The Autumn Wind“ in NFL Films über die Oakland Raiders der NFL-Saison 1974 verwendet wird. Vorgetragen durch den markanten Sprecher John Facenda (manchmal als „Stimme von Gott“ bezeichnet) und untermalt von Orchestermusik im Piratenfilm-Stil von Sam Spence gilt es als Markenzeichen der „Raider Nation“.
Mary Jane Carr starb am 4. Januar 1988 im Alter von 92 Jahren in ihrer Heimatstadt Portland.

## Werke
- The Magic of May, Catholic Dramatic Co. 1928
- Children of the Covered Wagon. A story of the old Oregon trail, New York 1934 (das Buch erlebte mehrere Auflagen)
- Peggy and Paul and Laddy, New York 1936
- Young Mac of Fort Vancouver, New York 1940
- Top of the Morning, New York 1941 (Lyrik)